# Peter Fredrik Duwell
Peter Fredrik Duwell, född 9 mars 1743 i Karlshamn, död  där 26 mars 1825, var en svensk industriman och riksdagsman.
Duwell var son till yllefabrikören och handlanden Christoffer Duwell. Han gick i lära hos sin far, praktiserade även ett år hos firman Heyderich & Fabricius och var ett år anställd i en firma i Lybeck där han lärde sig italienskt bokhålleri. Därefter arbetade han hos handelsmannen Henrik Mesterton innan han 1771 fick burskap som handlare i Karlshamn.
Duwell sysslade främst med export av virke till tunnor och var dessutom en betydande redare. Från 1780-talet drev han även en tobaksfabrik, senare även en stärkelsefabrik. Tillsammans med köpmännen S. Lundberg och N. B. Santesson startade han 1794 även garverirörelse i Asarums socken och från 1800 drev han tillsammans med överstelöjtnant L. A. Bergencreutz ett engelskt garveri i Ronneby. I början av 1800-talet var han även en av direktörerna i Karlshamns segelduks- och buldansfabrik. Därtill inköpte han betydande jordegendomar ( t.ex. herrgården Gustafsborg) och var 1801 tillsammans med N. B. Santesson den störste jordägaren i Asarums socken.
Duwell engagerade sig även i Karlshamns försvar, och då borgarkåren i staden återupprättades 1789 blev han kapten vid borgerskapets infanteri. Duwell var även riksdagsman i borgarståndet för Karlshamn 1786, 1789, 1792, 1800 och 1812, det sista året även som representant för Eksjö. Som riksdagsman var han ledamot av bankoutskottet 1789 och 1812 samt i hemliga utskottet 1792 och 1800. Duwell blev riddare av Vasaorden 1790.